# Scybalium glaziovii
Scybalium glaziovii är en tvåhjärtbladig växtart som beskrevs av August Wilhelm Eichler. Scybalium glaziovii ingår i släktet Scybalium och familjen Balanophoraceae. Inga underarter finns listade i Catalogue of Life.